# Amédée Tardieu (médecin)
Pour les articles homonymes, voir Tardieu.
Pour le géographe, voir Amédée Tardieu.
De son vrai nom, Félix Charles Marie Tardieu, Amédée Tardieu est un médecin français, né le 26 novembre 1841 à Clermont-Ferrand et mort le 1er février 1920 dans le 16e arrondissement de Paris.

## Biographie
Fils de Charles Gilbert Tardieu, avoué, conseiller d'arrondissement du canton d'Herment puis ingénieur des mines, et de Marie Peyronnet, il nait, le 26 novembre 1841, au domicile de ses père et mère situé à Clermont-Ferrand, canton sud-ouest, au 46 rue Saint-Genès. Il est le frère de l'historiographe, archéologue et généalogiste français, Ambroise Tardieu.
Il épouse, en premières noces, le 24 août 1874, à Savigny-lès-Beaune, Bertha Marie Élisa Dumoulin, fille de Germain François Dumoulin, propriétaire et négociant, chevalier de l'ordre de la couronne d'Italie, et de Anne Élisa Paulis, avec laquelle il aura trois :
- Gilberte Jeanne Marguerite (1875-1955) qui épousera, en premières noces, Félix Pierre Perrin, et, en secondes noces, Théodore Antoine Maurice Tardy de Montravel[3],
- Olga Fernand Élisa (1876-...)[4],
- Jeanne (1881-1881)[5],

Veuf depuis le 14 août 1883, il épouse, en secondes noces, le 22 avril 1884, à Aurières, Marguerite Marie Julie Jupsin, fille de Jacques Joseph Jules Jupsin, négociant belge, et de Charlotte Alexandrine Peuclis, avec laquelle il aura une fille :
- Berthe Olga Pauline (1889-1981)[7],

En 1902, il est président du conseil d'administration de la société des recherches des mines d'Herment et de Sauvagnat.
Il meurt, le 1er février 1920, à l'âge de 78 ans, en son domicile situé dans le 16e arrondissement de Paris, au 98 rue Kléber.

## Carrière de médecin
Étudiant en médecine, il intègre la promotion du 24 décembre 1865 de l'internat de médecine et chirurgie des hôpitaux et hospices civils de Paris.
Diplômé de médecine, il exerce, en 1866, à l'Hôtel-Dieu.
Interne en médecine dans le service du docteur Jean-Pierre Falret, à l'Hôpital de la Salpétrière, il publie, en 1866, une note sur les tumeurs de la base du cerveau.
Afin de pallier l'insuffisance de médecins, l'administration propose, en 1866, aux internes des hôpitaux et hospices civils de Paris, de rejoindre Amiens où le choléra a déjà frappé 6 000 personnes et fait 3 200 victimes, afin de combattre l'épidémie. Ainsi, il part pour la Somme, accompagné des internes Liouville, Choyau, Penières et Peulevé.
En pratiquant une compression pour un anévrysme poplité, il a l'idée d'un appareil destiné à remplacer les doigts dans la compression digitale qu'il nommera compresseur tridactyle et dont il confiera la réalisation à Monsieur Galante, fabricant d'instruments de chirurgie. Cet appareillage est présenté, par une note du fabricant, à l'académie de médecine, en sa séance du 21 janvier 1868,.
En 1869, il exerce, comme interne, en médecine et chirurgie aux hôpitaux de Paris.
En séance du 11 avril 1870, il présente, devant la société météorologique, un mémoire visant à déterminer les rapports existants entre l'état sanitaire de Paris, en proie à des épidémies de choléra et de variole, et la direction des vents.
Durant la guerre franco-prussienne de 1870, il est chirurgien en chef de la 8e ambulance de campagne,.
Il exerce la médecine à Clermont-Ferrand, durant l'hiver, et, à compter de 1879, à la station thermale du Mont-Dore, pendant les mois d'été. Convaincu des bienfaits des eaux thermales et notamment celles du Mont-Dore, il intervient, à de nombreuses reprises, au sein de la Société d'hydrologie médicale de Paris, pour exposer notamment des cas de guérisons qu'il attribue à ces eaux. Ses prises de position sont loin de faire l'unanimité au sein de la société et chacune de ses communications suscitent des débats, voire une pointe de moquerie chez certains de ses confrères,,,.
Il est le médecin de Son Altesse Royale Marie de Hohenzollern-Sigmaringen, Comtesse de Flandre.

### La Société d'hydrologie médicale de Paris
Au sein de la Société d'hydrologie médicale de Paris, il œuvre pour la création d'une chaire d'hydrologie disposant d'assistants qui effectueraient les recherches nécessaires dans les stations thermales.
Le 28 septembre 1896, en session d'ouverture du IVe congrès international d'hydrologie, de climatologie et de géologie qui se tient à Clermont-Ferrand et auquel participe également son confrère, le docteur Germain Léon Marie Louis Heulz, médecin-chef de l'hôpital thermal de La Bourboule, il est élu secrétaire de la section géologie.
Il participe au Ve congrès international d'hydrologie, de climatologie et de géologie qui se tient à Liège, du 25 septembre au 3 octobre 1898, au cours duquel il fait un exposé sur les gaz et les vapeurs qui se dégagent des eaux minérales et de leurs transformations.
Inscrit à la correspondance, Il est nommé membre titulaire, en séance du 17 février 1919,.

## Carrière politique

### Au conseil général du Puy-de-Dôme
Se présentant aux élections au conseil général du Puy-de-Dôme, organisées le 8 octobre 1871, comme candidat de l'Union républicaine, il est crédité, au premier tour de scrutin, de 202 voix, contre 378 suffrages en faveur de Georges Pouyet et 222 à Monsieur d'Autier. Mis en situation de ballotage, un second tour de scrutin est organisé dans le canton d'Herment. À l'issue de ce scrutin de ballottage, organisé le 15 octobre suivant et marqué par une forte abstention, il est élu par 440 voix contre 382 à son opposant politique. Son élection sera contestée au motif qu'il n'aurait pas été inscrit sur les listes électorales du canton d'Herment et ne possèderait aucune propriété dans le département du Puy-de-Dôme. La 3e commission du conseil général ayant acquis la certitude qu'il était propriétaire d'immeubles dans le département validera son élection, en séance du 24 octobre 1871.
En séance du 23 octobre suivant, il est nommé à la 3e commission, pour l'arrondissement de Clermont-Ferrand, et dont les attributions portent sur les chemins de fer, les routes nationales et départementales, la navigation, la pêche et les services hydrauliques. Il sera nommé à cette même commission, pour la deuxième session ordinaire de 1872 et de 1873.
En sa qualité de médecin au sein du conseil général, il est adjoint, à la demande du président de la commission départementale, à la commission spéciale du Mont-Dore.
Durant ce mandat, il cosigne des vœux relatif à la création d'un hospice, destiné à recevoir, durant la saison des eaux, les soldats blessés et les malades indigents, à la station thermale de Châteauneuf, relatif à la surveillance médicale dans les stations thermales et dans toutes les stations de bain, en général. Ainsi, il demande que le principe de surveillance médical soit maintenu mais également qu'il y soit apporté, par le nouveau règlement alors en cours d'élaboration par l'Assemblée nationale, les modifications réclamées par le public et par une partie du corps médical, cosigne le vœu présenté par Monsieur Bardoux, en séance du 17 avril 1874, tendant à demander à l'Assemblée nationale de discuter, dans un bref délai, la loi d'organisation municipale afin qu'il soit procédé, le plus tôt possible, aux élections des corps municipaux.
En séance du 7 avril 1875, il est élu, par 23 voix, à la Commission de surveillance des enfants en bas âge.
En séance du 16 août 1875, il est nommé membre de la 2e commission ayant compétence sur l'instruction publique, les souscriptions et recherches scientifiques, les travaux et recherches de mines, les cultes, l'école secondaire de médecine, l'école d'accouchement, la maison de refuge, les salles d'asile, les sourds-muets, l'école de Volvic, l'école vétérinaire de Lyon, l'École d'Arts et Métiers d'Aix, les souscriptions littéraires, la conservation des monuments historiques, les archives, les subventions ecclésiastiques, l'École normale et la vaccine.
Par arrêté préfectoral en date du 23 octobre 1875, il est nommé membre du comité départemental pour la protection des enfants du premier âge. Ne faisant plus partie du conseil général, il est définitivement remplacé au sein du Comité départemental pour la protection des enfants du premier âge par Monsieur Pommerol, à la session d'avril 1879.
Il conserve ce mandat jusqu'au 4 novembre 1877, date à laquelle il est remplacé par Monsieur Pouyet père.

### À la mairie d'Aurières
Il est élu maire de la commune d'Aurières, sans étiquette, aux élections municipales du 23 janvier 1881, avec pour adjoint, Pierre Fournier, républicain.
À la suite des élections municipales des 4 et 11 mai 1884, organisées en application des dispositions de la loi du 5 avril précédent, le conseil municipal nouvellement élu procède, en séance du 18 mai suivant, à l'élection du maire et du premier adjoint. L'ancienne municipalité d'Aurières est réélue et il est ainsi reconduit dans ses fonctions de maire.
Il conserve son mandat jusqu'aux élections des 6 et 13 mai 1888 où son ancien adjoint, Pierre Fournier, est élu maire.
Aux élections municipales du 3 mai 1896, il porte une liste républicaine qui est intégralement élue, dès le premier tour de scrutin. En séance du 17 mai suivant, le conseil municipal, nouvellement constitué, l'élit, à l'unanimité, maire.
Au premier tour de scrutin des élections municipales, organisé le 6 mai 1900, dix conseillers sur douze de sa liste sont élus. Le scrutin du 13 mai suivant, confirme sa liste républicaine et la municipalité est ainsi reconduite, à l'unanimité,. Cette même année, il est indiqué par le journal Le Moniteur du Puy-de-Dôme, dans son édition du 8 mai 1900, comme arrivant en tête de liste de la mairie d'Herment, avec Monsieur Chassaigne. S'agit-il d'une confusion avec son frère, Ambroise?
Il n'est pas réélu à l'issue des élections des 1er et 8 mai 1904.

## Distinctions
En 1867, le ministre de l'Agriculture, du commerce et des travaux publics lui décerne une médaille d'or, pour son rôle dans l'épidémie cholérique de 1866, dans le département de la Somme.
En 1869, à la publication de son ouvrage consacré aux fractures du bassin, il est membre de la société météorologique de France, lauréat (médaille d'or) du Gouvernement, épidémies cholériques de Paris de 1865 et d'Amiens de 1866, et médaille de bronze de l'assistance publique.
Par décret du 15 octobre 1871, rendu sur le rapport du ministre de la guerre, il est nommé chevalier de la légion d'honneur, en sa qualité de médecin de la société de secours aux blessés militaires.
En séance du 1er février 1872, il est élu, au second tour de scrutin, membre correspondant de l'académie des sciences, belles-Lettres et arts de Clermont-Ferrand.
Présenté par Messieurs Saint-Marc Girardin et le docteur Guéneau de Mussy, il est inscrit comme membre fondateur de la société de secours aux blessés militaires des armées de terre et de mer dite Croix-rouge française. Sur l'annuaire des années 1891-1892 et 1894, il y figure comme membre correspondant, pour le Mont-Dore, du comité départemental du Puy-de-Dôme, dépendant le 13ème Région militaire comprenant les départements du Puy-de-Dôme, de l'Allier, du Cantal, de la Haute-Loire et de la Loire,.
En 1900, il est nommé chevalier de l'ordre de Léopold de Belgique.

## Publications et communication
- Tumeur de la base du cerveau (1866)[12],
- Des fractures du bassin (1869)[17],
- Note sur l'emploi de l'acide phénique (1870)[62],
- De la vaccine par rapport à l'épidémie de variole régnante, communication lue, le 25 mai 1870, à la conférence médicale de Paris[63],
- 8e ambulance de campagne de la Société de secours aux blessés (campagnes de Sedan et de Paris) - août 1870 - février 1871 - Rapport historique, médical et administratif (mars 1871)[19],
- L'existence du fluor dans les eaux du Mont-Dore, mémoire soutenu à l'académie de médecine (1888)[64],[65],
- De l'Asthme et de son traitement par les eaux thermales du Mont-Dore (1889)[66],
- Des gaz et des vapeurs qui se dégagent des eaux minérales et leurs transformations (1898)[31],
- Le Mont-Dore préhistorique, communication lue, le 20 mars 1911, devant la Société d'hydrologie médicale de Paris[67],[68],
- Indications et contre-indications des Eaux du Mont-Dore ou résumé de trente-deux années de pratique montdorienne, communication lue, le 8 janvier 1912, devant la Société d'hydrologie médicale de Paris[23],[61],
- Quelques cas intéressants de guérison par les eaux du Mont-Dore, communication lue, le 18 novembre 1912, devant la Société d'hydrologie médicale de Paris[69],
- Le fluor dans les eaux du Mont-Dore, communication lue, le 3 mars 1913, devant la Société d'hydrologie médicale de Paris[65],
- La guérison des maladies contagieuses épidémiques, communication lue, le 2 février 1914, devant la Société d'hydrologie médicale de Paris[26],[70],
- Guérison d'un sourd-muet de 10 ans, communication lue, le 17 mars 1919, devant la Société d'hydrologie médicale de Paris[71],
- La respiration et les voies respiratoires, communication lue, le 17 mars 1919, devant la Société d'hydrologie médicale de Paris[71],